# Carl Nordenfalk (konsthistoriker)
Carl Adam Johan Nordenfalk, född den 13 december 1907 i Stockholm, död den 13 juni 1992 i Stockholm, var en svensk konsthistoriker och museiman.

## Biografi
Carl Nordenfalk var filosofie doktor och erhöll professors namn 1959. Han var förste intendent vid Nationalmuseum mellan 1944 och 1958 och dess överintendent och chef mellan 1958 och 1969. 
I sitt omfattande konsthistoriska författarskap har han bland annat ägnat sig åt medeltida bokmåleri och åt senare måleri, till exempel Vincent van Gogh (1943).
Carl Nordenfalk var från 1935 gift med friherrinnan Cecilia Leijonhufvud (1906–1991).